# セント・バーソロミュー・ザ・グレート
座標: 北緯51度31分08秒 西経0度05分59秒 / 北緯51.518867度 西経0.099658度

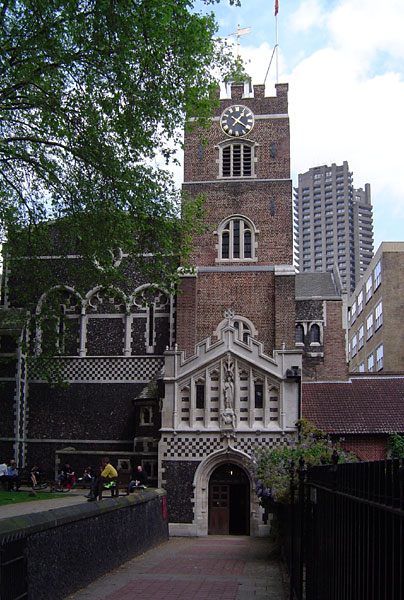
セント・バーソレミュー・ザ・グレートの外側

セント・バーソレミュー・ザ・グレート（セント・バーソレミュー・ザ・グレート、The Priory Church of St Bartholomew the Great）は、イギリス・ロンドンのスミスフィールド市場の隣にあるイングランド国教会の教会。聖バーソレミューに献堂されている。
ロンドンで最も古い歴史を持つ教会建物である。教会の内陣は、ノルマン様式である。主な建材に石が使われるようになった。重厚で大振りな円形アーチと円柱が特徴。映画やドラマのロケ地としても使われている。

## 歴史
セント・バーソレミュー・ザ・グレート教会は1123年に、ヘンリー1世の寵臣だった、ラーヘレ (Rahere) によって設立された。当初の建物はアウグスティヌス会の修道院として12世紀に建てられた。
修道院と合わせて近くに作られたセント・バーソロミュー病院はヨーロッパ最古の病院であり、今も医療機関として機能している。修道院時代の病院は、「インファマリー」と呼ばれ、病人だけでなく、生活困窮者なども収容され、修道士や女子修道士が主として看護にあたった。
1542年、ヘンリー8世による修道院解散後は長らく荒廃していたが、19世紀に教会が再建されて現在に至る。

## 装飾、内装
像
聖バーソレミューの Exquisite Pain 像はダミアン・ハーストの作品である。

## ロケ地としての使用

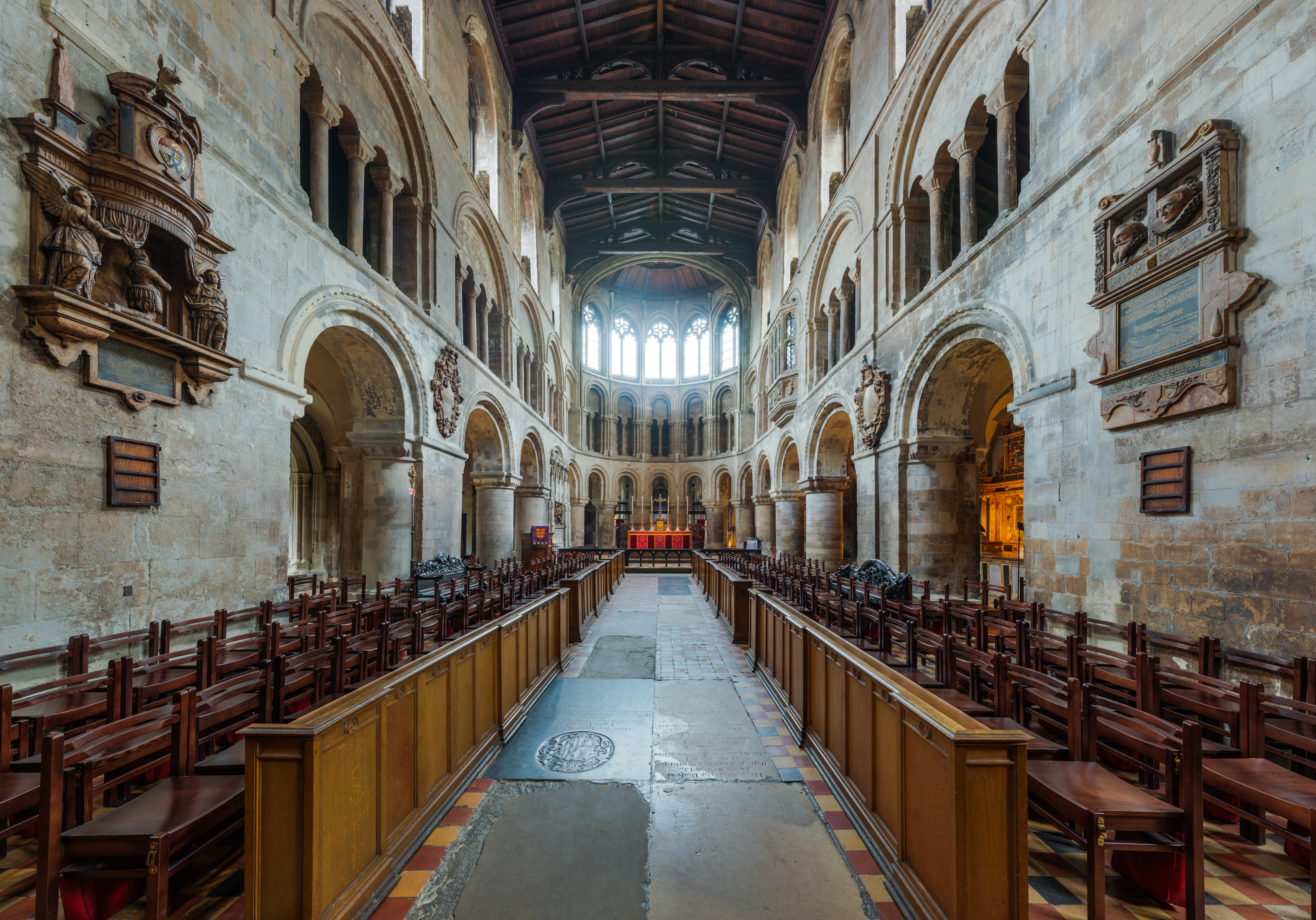
内陣に向かって見た本堂

- 1994年、映画『フォー・ウェディング』で、4つ目の結婚式が執り行われた場所。
- 1998年、映画『恋におちたシェイクスピア』
- 1999年、映画『ことの終わり』
- 2007年、映画『エリザベス:ゴールデン・エイジ』
- 2008年、映画『ブーリン家の姉妹』
- 2009年、映画『シャーロック・ホームズ』

## 所在地
- 地下鉄バービカン駅またはセント・ポールズ駅から徒歩で8分程度。